# Antonin Ciolan
Antonin Ciolan (Jászvásár, 1883. január 1. – Kolozsvár, 1970. december 4.) román karmester.
A jászvásári konzervatóriumban tanult, Gavriil Musicescu és Eduard Caudella keze alatt, majd tanulmányait és karmesteri felkészülését Berlinben, Drezdában és Lipcsében folytatta. Visszatérve Romániába 1913-tól a jászvásári konzervatórium tanára lett. Ugyanitt két zenei együttest alakított és vezetett: a George Enescu szimfonikus társulatot illetve a Zenei társulatot. 1948-tól Kolozsvárott élt, ahol a Román Opera első karmestereként és a Gheorghe Dima Konzervatórium tanáraként dolgozott. Ő vezette az Ardealul szimfonikus zenekart is. 1955-től, a kolozsvári Filharmónia megalakulásától az intézmény igazgatója és első karmestere lett.